# Избори за заступнике у Хрватски сабор 2015.
Избори за заступнике у Хрватски сабор 2015. одржани су 8. новембра за именовање 151 заступника у VIII сазиву Сабора. Домољубна коалиција је добила релативну већину мандата. Након избора владу су формирале Домољубна коалиција и Мост, а за премијера је први пут у хрватској историји изабрана нестраначка личност Тихомир Орешковић.

## Резултати
| Странке и коалиције                                                 | Странке и коалиције                                                                   | Гласови                                              | %                  | Мандати            | +/–                |
| ------------------------------------------------------------------- | ------------------------------------------------------------------------------------- | ---------------------------------------------------- | ------------------ | ------------------ | ------------------ |
| Резултати у 10 домаћих изборних јединица                            |                                                                                       |                                                      |                    |                    |                    |
| Домољубна коалиција                                                 | ХДЗ, ХСС, ХСП АС, БУЗ, ХСЛС, Храст, ХДС, ЗДС                                          | 746.626                                              | 33,36%             | 56                 | +10                |
| Коалиција "Хрватска расте"                                          | СДП, ХНС-ЛД, ХСУ, ХЛ, A-ХСС, ЗС                                                       | 742.909                                              | 33,19%             | 56                 | –27                |
| Мост независних листа                                               | Мост независних листа                                                                 | 302.453                                              | 13,51%             | 19                 | +19                |
| Право на своје                                                      | ИДС, ПГС, РИ                                                                          | 42.193                                               | 1,83%              | 3                  | ±0                 |
| Коалиција рада и солидарности                                       | Милан Бандић 365, ДПС, ДСЖ, ХЕС, ХРС, Зелени, ИД, МС, NSH, Нови вал, СУ, УДУ, Зел, ЗС | 74.301                                               | 3,32%              | 2                  | +2                 |
| Хрватски демократски савез Славоније и Барање                       | Хрватски демократски савез Славоније и Барање                                         | 30.443                                               | 1,36%              | 2                  | –4                 |
| Живи зид                                                            | Живи зид                                                                              | 94.877                                               | 4,24%              | 1                  | +1                 |
| Успјешна Хрватска                                                   | НС-Реформисти, Напријед Хрватска!-ПС, Пензионери, ЗФ, ДДС                             | 34.573                                               | 1,54%              | 1                  | +1                 |
| Oстали                                                              | Oстали                                                                                | 129.014                                              | 5,76%              | 0                  | –2                 |
| Домаћа излазност                                                    | Домаћа излазност                                                                      | 2.238.003 (60,82%)                                   | 2.238.003 (60,82%) | 2.238.003 (60,82%) | 2.238.003 (60,82%) |
| Резултати у XI изборној јединици за дијаспору                       |                                                                                       |                                                      |                    |                    |                    |
| Домољубна коалиција                                                 | ХДЗ, ХСС, ХСП АС, БУЗ, ХСЛС, Храст, ХДС, ЗДС                                          | 24.444                                               | 85,69%             | 3                  | ±0                 |
| Коалиција рада и солидарности                                       | Милан Бандић 365, ДПС, ДСЖ, ХЕС, ХРС, Зелени, ИД, МС, NSH, Нови вал, СУ, УДУ, Зел, ЗС | 1.226                                                | 4,30%              | 0                  | ±0                 |
| Мост независних листа                                               | Мост независних листа                                                                 | 1.111                                                | 3,89%              | 0                  | ±0                 |
| Oстали                                                              | Oстали                                                                                | 1.744                                                | 6,12%              | 0                  | ±0                 |
| Укупно                                                              | Укупно                                                                                | 28.944                                               | 28.944             | 28.944             | 28.944             |
| Укупно у 11 изборних јединица                                       |                                                                                       |                                                      |                    |                    |                    |
| Уписани бирачи                                                      | Уписани бирачи                                                                        | 3.788.788                                            | 3.788.788          | 3.788.788          | 3.788.788          |
| Важећи листићи                                                      | Важећи листићи                                                                        | 2.365.821                                            | 2.365.821          | 2.365.821          | 2.365.821          |
| Неважећи листићи                                                    | Неважећи листићи                                                                      | 39.367                                               | 39.367             | 39.367             | 39.367             |
| Резултати у XII изборној јединици за мањине                         |                                                                                       |                                                      |                    |                    |                    |
| Самостална демократска српска странка (Срби)                        | Самостална демократска српска странка (Срби)                                          | Самостална демократска српска странка (Срби)         | 3                  | 2,0%               | ±0                 |
| Коалиција "Хрватска расте" - ХНС-ЛД (Чеси и Словаци)                | Коалиција "Хрватска расте" - ХНС-ЛД (Чеси и Словаци)                                  | Коалиција "Хрватска расте" - ХНС-ЛД (Чеси и Словаци) | 1                  | 0,7%               | ±0                 |
| Остали кандидати мањина                                             | Остали кандидати мањина                                                               | Остали кандидати мањина                              | 4                  | 2,6%               | ±0                 |
|                                                                     |                                                                                       |                                                      |                    |                    |                    |
| Укупно заступника                                                   | Укупно заступника                                                                     | Укупно заступника                                    | 151                | 100,00%            | ±0                 |
| Извор: Државна изборна комисија (хрв. Državno izborno povjerenstvo) |                                                                                       |                                                      |                    |                    |                    |